# Merthyr Tydfil
Merthyr Tydfil (wal. Merthyr Tudful) – miasto w południowej Walii, w hrabstwie Merthyr Tydfil, położone nad zbiegiem rzek Taf Fawr i Taf Fechan, dających początek rzece Taff (Taf), na południowym obrzeżu Parku Narodowego Brecon Beacons. W 2011 roku liczyło 43 820 mieszkańców.
Leży na obszarze historycznego rabstwa Glamorgan. W roku 1974, na mocy ustawy z roku 1972 zostało włączone do nowo utworzonego hrabstwa Mid Glamorgan, a od roku 1996 jest ośrodkiem osobnej jednostki administracyjnej – hrabstwa miejskiego (county borough) Merthyr Tydfil.

## Historia

### Prehistoria, czasy rzymskie
Pierwsze ślady osadnictwa w tym rejonie pochodzą z epoki brązu. W latach 47-53 tereny Walii zostały podbite przez Rzymian, którzy w roku 74 wybudowali w pobliżu swoją twierdzę. Ruiny tej twierdzy nie są już widoczne (na ich miejscu jest obecnie stadion klubu piłkarskiego Merthyr Tydfil F.C.), ale w okolicy zachowały się fragmenty drogi rzymskiej prowadzącej na wybrzeże południowe.
Od czasu odwołania legionów rzymskich z Anglii i Walii w V wieku i walk miejscowej ludności celtyckiej z germańskimi najeźdźcami z kontynentu, w rejonie tym przez następne wieki stosunkowo niewiele się zmieniło (były to głównie rejony pasterskie, bez większych stałych osiedli), aż do nadejścia rewolucji przemysłowej.

### Rewolucja przemysłowa
W roku 1759 założono tu hutę żelaza Dowlais Ironworks. Wkrótce potem założono następne huty i rozwinięto sieć kopalń węgla i rudy żelaza, a Merthyr urosło z 700-osobowej wioski do miasta przemysłowego liczącego ponad 80 tys. mieszkańców. Na początku XIX wieku, w 1802 roku Merthyr gościło admirała Nelsona, który przyjechał zobaczyć jak  wytwarzane są armaty, a 21 lutego 1804 roku lokomotywa parowa, znana jako Pennydaren, zbudowana przez Richarda Trevithicka udowodniła, że możliwe jest przewożenie wielkich ładunków po szynach, stosowanych do tego czasu jedynie dla transportu konnego: pociągnęła 10 ton żelaza z Merthyr na trasie 9 km, z pobliskiego Penydarren do Abercynon.

### Zamieszki w roku 1831
W roku 1831 wybuchły tu krwawe zamieszki, w trakcie których miał miejsce marsz 7-10 tys. robotników pod czerwoną flagą, która później stała się międzynarodowym symbolem ruchu robotniczego. Zamieszki stłumiono, a w ich rezultacie zawiązały się pierwsze, nielegalne związki zawodowe, na początku brutalnie zwalczane.
Wydarzenia te dały również impuls do przeprowadzenia reform parlamentu w 1832 roku (Great Reform Act). Ruch czartystowski, który rozwinął się na fali niezadowolenia z niedostatecznej skali tych reform miał w Merthyr silną bazę.
Wielu robotników w wyniku zamieszek i następujących po nich prześladowań opuściło Walię i wyemigrowało m.in. do USA – duża część z nich wykorzystała swoje kwalifikacje w hutach Pittsburgha.

### Rozkwit i upadek przemysłu hutniczego
Przez pewien czas zakłady hutnicze w Merthyr były największymi tego rodzaju zakładami na świecie – w 1844 roku tylko jeden z nich opuściło aż 50 tys. ton szyn żelaznych, przeznaczonych na rozwój dróg kolejowych w Rosji. W swoim najlepszym okresie, Dowlais Iron Company, właściciel Dowlais Ironworks, obsługiwał 18 wielkich pieców, zatrudniał 7300 ludzi i do roku 1857 skonstruował najpotężniejszą na świecie walcarkę. W roku 1869 pochodzący stąd inżynier John Hughes zakupił w Imperium Rosyjskim, na terenie obecnej Ukrainy, ziemię z przeznaczeniem na rozwinięcie tam lokalnego przetwórstwa żelaza i w ten sposób dał początek dzisiejszemu Donieckowi.
Po I wojnie światowej rola przemysłu górniczego i hutniczego zaczęła się zmniejszać i do lat 30. praktycznie wszystkie huty w Merthyr pozamykano. Przemysł lekki i precyzyjny pojawił się na tych terenach w czasie II wojny światowej i bezpośrednio po niej, ale obecnie nie odgrywa poważnej roli.